# گام نسبی
گام نِسبی، در تئوری موسیقی به یک جفت گام گفته می‌شود که یکی گام ماژور و دیگری گام مینور است و هر دو علامت سرکلید مشابهی دارند و از طریق دایره پنجم‌ها نیز می‌تواند مجسم شود.
برای نمونه اگر درجهٔ ششم گام ماژور را مبدأ قرار داده و گامی جدید بسازیم، آن با همان علامات ترکیبی، گام مینور نسبی خواهد بود. با چنین روشی برای دو ماژور، گام لا مینور به‌عنوان مینور نسبی به‌دست می‌آید. متقابلاً گام دو ماژور هم ماژورِ نسبیِ گام لا مینور است.
| سرکلید                                                | گام ماژور    | گام مینور    |
| ----------------------------------------------------- | ------------ | ------------ |
| سی بمل، می بمل، لا بمل، ر بمل، سل بمل، دو بمل، فا بمل | دو بمل ماژور | لا بمل مینور |
| سی بمل، می بمل، لا بمل، ر بمل، سل بمل، دو بمل         | سل بمل ماژور | می بمل مینور |
| سی بمل، می بمل، لا بمل، ر بمل، سل بمل                 | ر بمل ماژور  | سی بمل مینور |
| سی بمل، می بمل، لا بمل، ر بمل                         | لا بمل ماژور | فا مینور     |
| سی بمل، می بمل، لا بمل                                | می بمل ماژور | دو مینور     |
| سی بمل، می بمل                                        | سی بمل ماژور | سل مینور     |
| سی بمل                                                | فا ماژور     | ر مینور      |
|                                                       | دو ماژور     | لا مینور     |
| فا دیز                                                | سل ماژور     | می مینور     |
| فا دیز، دو دیز                                        | ر ماژور      | سی مینور     |
| فا دیز، دو دیز، سل دیز                                | لا ماژور     | فا دیز مینور |
| فا دیز، دو دیز، سل دیز، ر دیز                         | می ماژور     | دو دیز مینور |
| فا دیز، دو دیز، سل دیز، ر دیز، لا دیز                 | سی ماژور     | سل دیز مینور |
| فا دیز، دو دیز، سل دیز، ر دیز، لا دیز، می دیز         | فا دیز ماژور | ر دیز مینور  |
| فا دیز، دو دیز، سل دیز، ر دیز، لا دیز، می دیز، سی دیز | دو دیز ماژور | لا دیز مینور |

## یادداشت

نمایش دایره پنجم گام‌ها و مینور نسبی آن

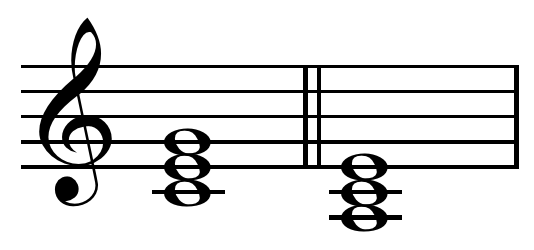
آکورد پایهٔ گام دو ماژور و مینور نسبی لا مینور

1. ↑  تلفظ واژهٔ «نسبی» در نام این گام، توسط بهروز وجدانی در کتاب فرهنگ جامع موسیقی ایرانی به همین شکل یعنی با کسرهٔ روی ن آمده‌است.[۱]